# 21554 Leechaohsi
A 21554 Leechaohsi (ideiglenes jelöléssel 1998 QR69) a Naprendszer kisbolygóövében található aszteroida. A LINEAR projekt keretében fedezték fel 1998. augusztus 24-én.